# Conjunto Chappottín
Conjunto Chappottín ist eine kubanische Sonband aus Havanna um den Trompeter, Arrangeur und Bandleader Jesús Ángel Chappottín Coto und den Perkussionisten und Sänger Miguel Cuní jr. Die Band hat sich dem traditionellen Son verschrieben und gilt als eine der noch legendären Gruppen Kubas.

## Geschichte
Die Gründung der Band geht bis weit in die 1940er Jahre zurück. Arsenio Rodriguez, der Gründer der Ursprungsformation, auch bekannt als "El Ciego Maravilloso" ("der phantastische Blinde"), verließ Kuba 1949, um sich in New York einer Augenoperation zu unterziehen und übergab die Leitung der Formation an Félix Chappottín, dem ersten Trompeter des damaligen "Gran Conjunto" wie die Band ursprünglich genannt wurde. Unter der neuen Leitung nahm die Formation den Namen "Félix Chappottín y su Conjunto todos estrellas" an. Félix Chappottín leitete die Gruppierung sehr erfolgreich bis zu seinem Tod im Jahre 1983.
Von 1983 bis in die 1990er Jahre wurde die Gruppe von seinem Sohn Angel Chappottín Valdes geleitet, nach dessen Tod ging die Leitung an dessen Sohn Jesus Angel Chappottín Coto über, der die Band aktuell gemeinsam mit dem Perkussionisten und Sänger Miguel Cuni jr., Sohn des ehemaligen Leadsängers der Formation, leitet.

## Name
Die Formation wechselte mit dem Fortgang des Gründers und ersten musikalischen Leiters Arsenio Rodríguez den Namen und wurde bis 1983 nach dem neuen Leiter "Felix Chappottín y su Conjunto todos estrellas" benannt. Der aktuelle Name "Conjunto Chappottín y sus estrellas" steht kennzeichnend für die über drei Generationen währende musikalische Tradition der Formation mit dem Enkel von Felix Chappottín als neuem musikalischem Leiter.

## Stil
Musikalisch widmet sich die Formation "Conjunto Chappottín y sus estrellas" seit den 1950er Jahren dem Son und gilt in Kuba als eine der großen Gruppierungen des traditionellen Son. Ihr Repertoire umfasst viele verschiedene Tänze und Rhythmen der afrokubanischen Musik wie Guaguanco, Guarachas, Boleros, Pregones etc. Der musikalische Stil der Gruppierung wurde maßgeblich durch Arenio Rodriguez, einem der wichtigsten Protagonisten der kubanischen Musik des 20. Jahrhunderts, seinem Nachfolger Felix Chappottín, der im Kuba der 50er und 60er Jahre oft mit Louis Armstrong verglichen wurde und dessen Hut über viele Jahre Markenzeichen der Formation war und Miguel Cuni sr. geprägt.

## Tourneen
Seit den 1950er Jahren zahlreiche Auftritte in Kuba, zahlreiche Fernseh- und Radioliveauftritte sowie zahlreiche Konzerte in Europa, Afrika, Lateinamerika und auch Nordamerika.

## Diskografie (Alben) (kleiner Auszug)
- 1992: Estrellas de Cuba
- 1993: Cappottín y su Conjunto
- 1993: Sabor Tropical
- 1995: Canta Miguelito Cuni
- 1995: Chappotín y sus Estrellas
- 1995: Serie de Oro
- 1997: Que Se Funan
- 1999: Senores del Son
- 1999: Mi son mi son mi son
- 2000: Seguimos Aquí Chappottineando
- 2001: Mariquitas y Chicharrones
- 2001: Havana Social Club
- 2002: La Guarapachanga
- 2003: Son, Boleros y Montuno Con Sabor a Quimbombo
- 2003: Una Nueva Generacion
- 2006: Conjunto Chappottín y Sus Estrellas.
- 2007: Vuelven Los Senores Del Son* 1993 Pik Sibbe